# Ольховська Любов Іванівна
Любов Іванівна Ольховська (рос. Ольховская, Любовь Ивановна) (? 1918 — 18 червня 1942 року) — льотчиця, учасник Німецько-радянської війни, командир ескадрильї 46-го гвардійського нічного легкобомбардировочного авіаполку, лейтенант.

## Біографія

### Ранні роки
Любов Ольховська народилася 1918 року в місті Валки Харківської області. Закінчила Херсонську льотну школу. Працювала льотчиком-інструктором.

### Навчання в Енгельсі
У 1941 році забрали до Червоної Армії. Разом з іншими дівчатами була спрямована в місто Енгельс на навчання. За розподілом потрапила в 588-й авіаполк нічних бомбардувальників. Як досвідчений пілот, Ольховська одразу була призначена командиром ескадрильї. Люба відразу увійшла в жорсткий ритм армійського життя.

### На фронті
27 травня 1942 року полк прибув на фронт. Місцем його дислокації став радгосп «Труд Горняка». Тут знову проявився характер Люби Ольховської. У лазареті вона вимагала від медсестер уваги до Каті Рябової, хворої малярією. Влаштовувала розгін усьому льотному складу, вистроївши перед гуртожитком, коли помічала безлад у кімнаті.

У перші тижні полк не допускали до польотів. Приїжджали інспектори і комісії, влаштовували різноманітні перевірки. Це тривало близько трьох тижнів. Час тягнувся нескінченно, а Люба рвалася в бій.
— Ми тут сидимо, а «фріци» тим часом бомблять! — Вона вже не може зупинитися, не висловившись до кінця. — Ну, зате ми їм покажемо, коли почнемо літати! Ух, покажемо!

І вона загрожує кулаком невідомо кому: не то «фріцам», не то начальству, яке затримує бойові вильоти. (НКравцова «У нічному небі»)
Нарешті, льотчицям було поставлено перше бойове завдання. Першими повинні були летіти командири ескадрилій. Вилетіли екіпажі Бершанської, Амосової і Ольховської. З одного з перших завдань на базу не повернувся екіпаж Ольховської—Тарасової.
Джерела не сходяться в тому, на якому з вильотів загинула Любов Ольховська зі своїм штурманом Вірою Тарасовою.
Наталія Меклін у спогадах повідомляє, що перший виліт пройшов успішно.
Аронова і Чечньова стверджують, що дівчата не повернулися з першого ж завдання.

### Загибель

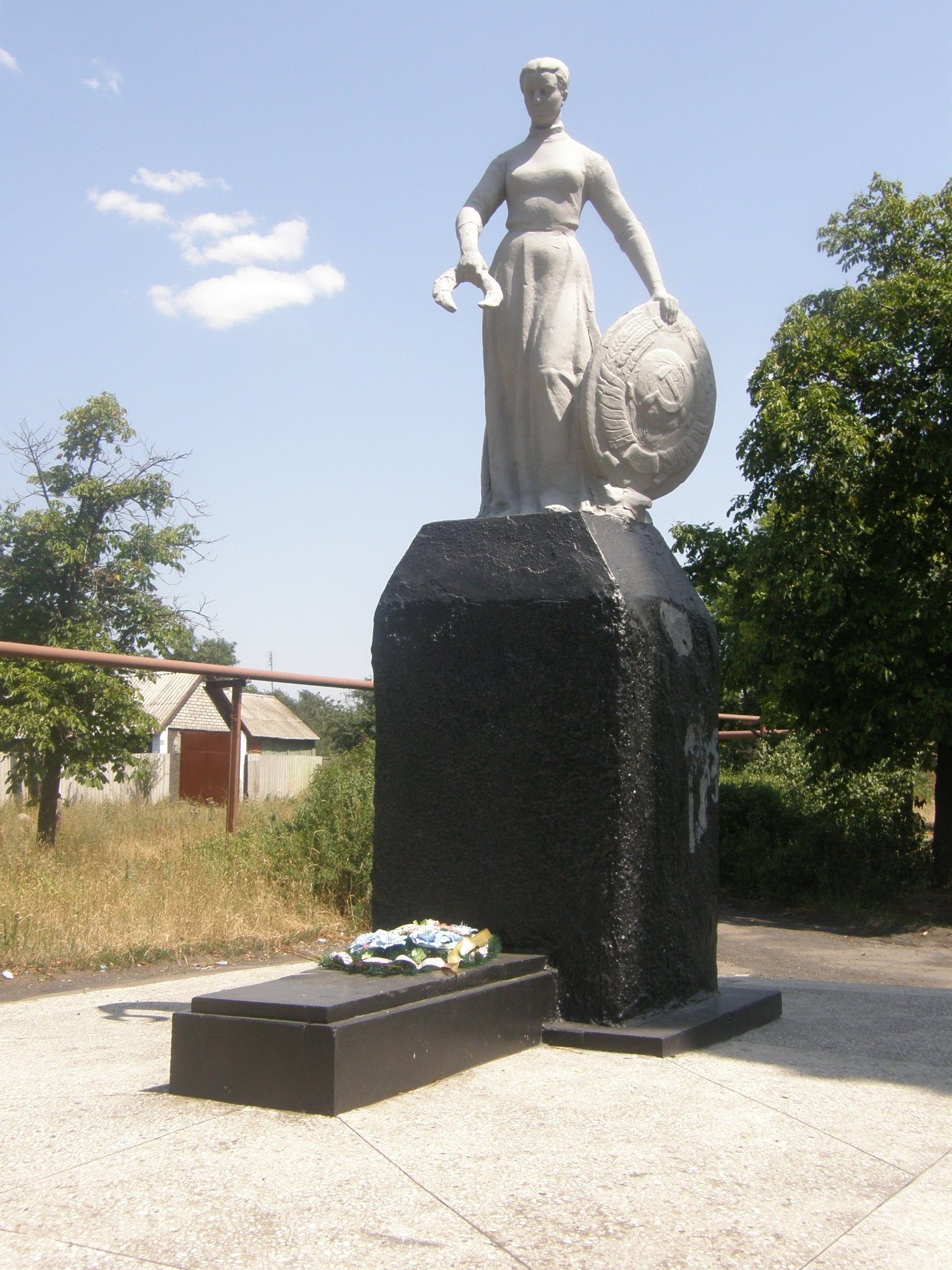
Пам'ятник льотчицям в р. Сніжне

Екіпаж Ольховської—Тарасової вилетів на бомбардування цілі в ніч на 18 червня 1942 року. На базу він не повернувся. Польоти за маршрутом на наступний день не виявили жодних слідів літака. Льотчики сусіднього полку потім розповіли дівчатам, що бачили ПО-2, північніше призначеної цілі. Літак ішов до землі.
Це була Люба. Але чому літак був обстріляний над залізничним вузлом? Невже вони відхилилися на північ випадково? Ні, це не могло статися. Значить...

Люба, звичайно, знала, що північніше — залізничний вузол. Ешелони на шляхах. І сама вибрала собі ціль... Справжню! (Н. Меклін «Від заходу до світанку»)
Що сталося з дівчатами, тоді в полку так і не дізналися. Замість Ольховської і Тарасової призначили командиром ескадрильї Діну Нікуліну, а штурманом Женю Руднєву.
Доля Віри і Люби прояснилася лише через двадцять три роки.
У 1965 році в редакцію газети «Правда» прийшов лист від мешканців селища Софіно-Брідська, поруч із залізничною станцією, над якою і бачили літак Ольховської. Вони писали, що в середині червня 1942 року, на ранок після бомбардування станції, знайшли збитий ПО-2, з двома мертвими льотчицями в кабіні. Німці забрали документи й пішли. Жителі селища таємно поховали дівчат. Зараз же вони хотіли б з'ясувати імена загиблих. Мова йшла про Любу Ольховську і Віру Тарасову.
8 травня 1965 року при величезному скупченні народу відбулися похорони. Прах загиблих льотчиць перенесли з безіменної могили на міську площу міста Сніжне. Незабаром на цьому місці було встановлено пам'ятник.